# The Red Pill
The Red Pill är en amerikansk dokumentärfilm från 2016 av Cassie Jaye som utforskar rörelsen för mäns rättigheter och där hon intervjuar ledare och deltagare i rörelsen.

## Innehåll

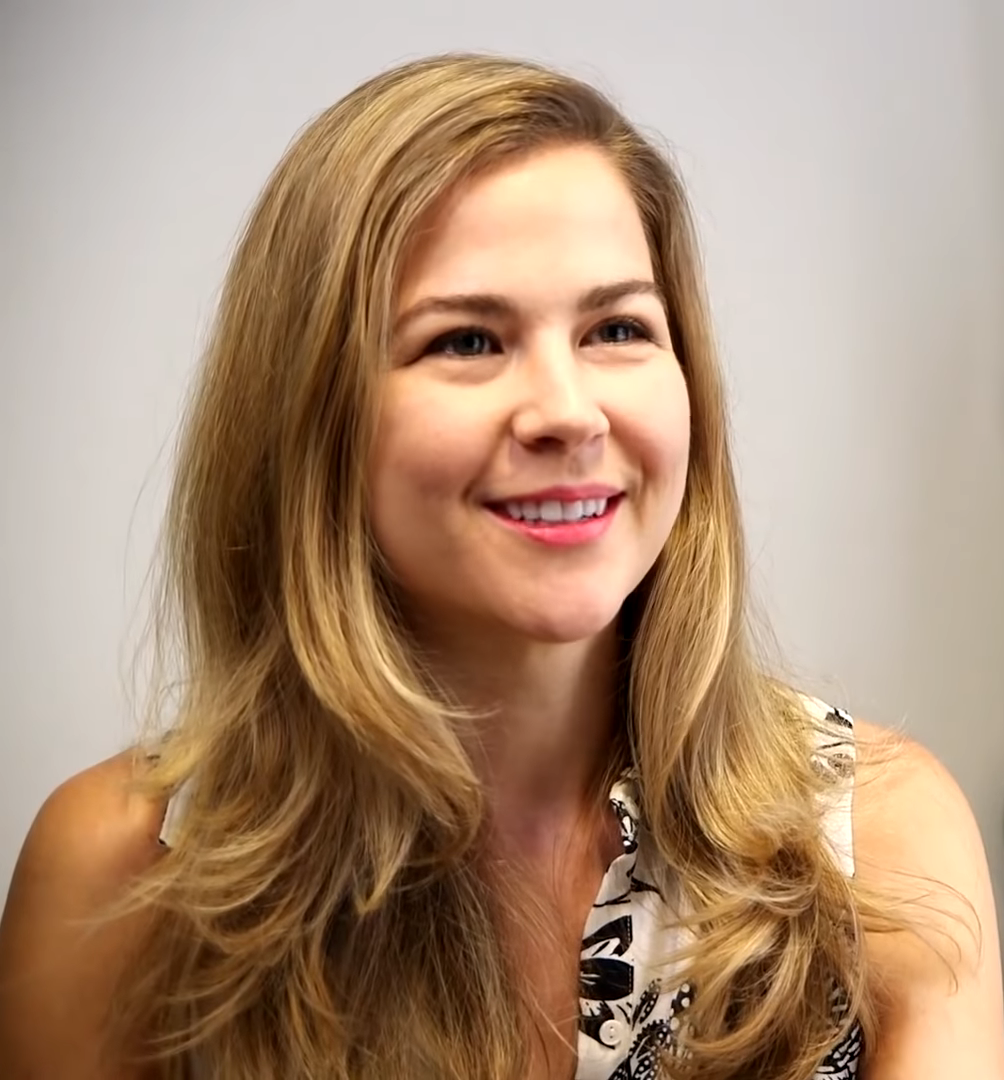
Filmens skapare Cassie Jaye under en intervju 2018.

Filmen utforskar rörelsen för mäns rättigheter när Jaye under ett år filmar ledare och deltagare i rörelsen. Den skiftar från att vara en undersökning av vad Jaye först trodde var en hatrörelse till att bli ett mer sympatiskt porträtt av rörelsen.
Filmen lyfter frågor som berör män och pojkar, såsom könsskillnad i självmord, dödsfall i arbetet och högriskjobb, värnplikt, undermålig hjälp till manliga offer för våld i nära relationer och våldtäkt, den högre andelen våld mot män, ämnen rörande skilsmässa och vårdnad av barn, könsskillnader vid utmätning av straff, oproportionelig finansiering av och forskning på mäns hälsa, ojämlikhet inom utbildning, social tolerans av misandri, manlig omskärelse samt fortplantning.
Arbetet med filmen medförde att Jaye slutade kalla sig feminist, men var samtidigt fortsatt en förespråkare för kvinnors rättigheter.
På sin YouTubekanal har Jaye släppt flera oklippta intervjuer från filmen.
Den i Sverige föreslagna mansskatten nämns kort i filmen.

## Titel
Filmens titel anspelar på en scen i spelfilmen The Matrix (1999) i vilken dess protagonist Neo erbjuds att välja mellan ett rött piller, som representerar sanning och självkännedom, eller ett blått piller, som representerar ett återvändande till salig okunnighet.
The Red Pill avser synliggöra kontrasten mellan manosfären och vad den uppfattar som ett samhälle som har gynocentriska element.

## Finansiering
Enligt Cassie Jaye var det inledningsvis svårt att hitta finansiärer till en film om rörelsen för mäns rättigheter. I en intervju med Breitbart News i oktober 2015 sade hon att de inte kunde hitta exekutiva producenter som ville göra en balanserad film, men däremot människor som ville göra en feministisk film. Jaye påbörjade då istället filmen med egna pengar samt pengar från vänner och familj. Hon startade även en crowdfundingkampanj på Kickstarter, något hon kallade för en sista utväg. Sidan på Kickstarter, som beskrev projektet som en rättvis och balanserad undersökning av rörelsen, fick hård kritik av vissa feminister. Kampanjen samlade in $211 260, vilket översteg målet som var $97 000.
Alan Scherstuhls recension för The Village Voice menade att många av dem som finansierade filmen själva var aktivister, och att det därmed uppstod en intressekonflikt. Jaye svarade att påståendet att filmen skulle vara finansierad av aktivister var en vanligt förekommande lögn som hade spridits. Hon sade att de fem största finansiärerna från Kickstarter varken var aktivister för mäns rättigheter eller feminister. Hon sade att tre av dem inte ens kände till rörelsen men ville försvara det fria ordet samt att filmens finansiärer och producenter från Kickstarter, i linje med Kickstarters regler, inte hade något inflytande eller kontroll över filmen.

## Premiär och visningar
Filmen hade premiär den 7 oktober 2016 på Cinema Village i New York och följdes av flera andra visningar internationellt som Kanada, Europa och Australien. Den släpptes på DVD och Blu-ray den 7 mars 2017 av Gravitas Ventures och, samma månad, även online.

### Inställda visningar
Kontroverser kring dokumentären ledde till protester och inställda visningar.
Premiären i Australien på Palace Kino i Melbourne ställdes in efter en namninsamling som kallade filmen "misogyn propaganda". Namninsamlingen av Change.org samlade 2 370 underskrifter. En annan namninsamling för att upphäva beslutet samlade stöd från närmare 5 000 de följande dagarna och beskrev den inledande namninsamlingen som ett försök att hindra det fria ordet i Australien av de som önskade förhindra en visning av en film som diskuterar ämnen som de är rädda ska störa deras agenda. David Williams, som organiserade den senare namninsamlingen, var kritisk till den första namninsamlingen och påpekade att ingen som skrivit under den hade sett filmen.
Mayfair Theatre i Ottawa ställde in en privat visning av filmen. Lee Demarbre, biografens delägare och programläggare, sade att stamgäster och sponsorer hotade att sluta göra affärer med dem om de visade filmen. Visningen organiserades av Canadian Association for Equality (CAFE). Justin Trottier, medgrundare till CAFE, sade att visningen var ett försök att hitta gemensam mark istället för polariserad debatt. Julie Lalonde, som driver Hollaback! Ottawa, var en av flera som hade klagat till biografen. Hon sade att yttrandefriheten missbrukades och att det inte är en rättighet att få sin film visad.
En visning var planerad att hållas av Wildrose on Campus club vid University of Calgary, en organisation för studenter som stödjer Wildrose Party of Alberta, men ställdes in efter en e-post om visningen hade skickats ut av klubben med ämnesraden "Feminism is Cancer". Klubben publicerade senare en ursäkt på Twitter och ställde in visningen. Jaye sade om händelsen att hon aldrig skulle jämställa feminism med cancer men att hon var nyfiken på varför de tyckte så.
Efter att först ha medgivit finansiering till en visning för studenter, återtog studentkåren vid Sydney University senare sitt finansiella stöd till evenemanget och menade att filmen manade till våld mot kvinnor. I en publicering på sin hemsida skrev kåren att det fanns en påtaglig möjlighet att den planerade visningen av dokumentären skulle vara diskriminerande mot kvinnor och kunde skrämma och fysiskt hota kvinnor på campus. Visningen flyttades fram en vecka och finansierades istället av den klubb som ursprungligen organiserade evenemanget.

## Mottagande

### Recensioner
Rotten Tomatoes gav filmen betyget 29% baserat på 7 recensioner, med ett medelvärde på 4/10.
Katie Walsh vid Los Angeles Times sade att dokumentären saknade sammanhängande argument för att den var byggd på ett fundamentalt missförstånd av nyckelbegrepp. Walsh sade att begrepp kunde ha definierats bättre för att förstå på vilka sätt patriarkala system kontrollerar resurser som exploaterar både kvinnor och män. Hon medgav att det fanns många behjärtansvärda och angelägna problem för män som borde adresseras men avslutade med att säga att filmen förvärrade klyftan med sin okritiska, snedvridna presentation och oförmåga att formulera övertygande argument för ett så kontroversiellt ämne.
John DeFore vid Hollywood Reporter kallade filmen klumpig och frustrerande på många sätt, men att den demonstrerade tillräckligt mycket uppriktighet och öppenhet för att utmana idéer genom att låta representanter för rörelsen framställa sin sak klart och övertygande. Det gjorde att han önskade att filmen hade belyst flera sidor av debatten samtidigt. DeFore summerade filmen som ett beundransvärt försök till opartiskhet vars journalistiska  och estetiska misslyckanden underminerade dess argument.
Alan Scherstuhl vid The Village Voice, som är kritisk till rörelsen, ansåg att filmens produktionskvalitet var svag på grund av att den var finansierad genom Kickstarter. Han lyfte särskilt att den stöddes av A Voice for Men och Reddit's forum för mäns rättigheter. Scherstuhl ansåg att dokumentären var amatörmässig och visuellt svag. Han sade att filmen och rörelsen inte lyckades demonstrera någon form av systemorsak, och att orsaken till mäns problem påstods vara något vagt feministspöke som påstås vara skapat för att tysta sina meningsmotståndare.
Cathy Young vid Heat Street var positiv i sin recension av filmen och sade att den  lyfte viktiga ämnen som ofta inte diskuteras och utfärdade välförtjänt kritik av feminism. Hon kritiserade filmen för att inte uppmärksamma den mörka sidan av rörelsen och sade att filmen hade tjänat på att diskutera ämnen där rörelsen inte stod på lika stadig grund.
Corrine Barraclough vid The Daily Telegraph i Australien sade att filmens budskap är medmänsklighet och att den fick henne att undra varför feminister i så stor utsträckning försökte att tysta debatten.

### Priser
The Red Pill vann tre priser vid 2017 Idyllwild International Festival of Cinema: "Best of Festival", "Excellence in Directing Documentary" och "Excellence in Producing a Documentary".
Cassie Jaye vann priset "Women in Film Award" vid Hollywood Digifest Festival för hennes arbete med filmen.